# Sokolovna ve Zlonicích
Sokolovna ve Zlonicích je stavba v ulici Tyršova 369. Budova se nachází v zahradě s asfaltovým hřištěm na nohejbal a vzrostlými stromy, nedaleko vlakového nádraží.

## Sport
Působí zde Tělocvičná jednota Sokol Zlonice, s oddíly aerobiku, floorballu a zdravotního cvičení. Kromě toho se zde pořádají kulturní akce a taneční zábavy, turnaje v nohejbalu, ve stolním tenisu a místní TJ se účastní také akcí na fotbalovém hřišti SK Zlonice.

## Historie
Tělocvičná jednota Sokol zde byla založená v roce 1898 a mimo přestávky v období druhé světové války a zákazu činnosti sokolů stále funguje.